# Z miłości do...
Z miłości do... (ang. Song for Marion) – brytyjsko-niemiecki komediodramat z 2012 roku w reżyserii Paula Andrew Williamsa. Wyprodukowana przez wytwórnię Steel Mill Pictures, Coolmore Productions, Egoli Tossell Film i Film House Germany.
Premiera filmu miała miejsce 15 września 2012 podczas 37. Międzynarodowego Festiwalu Filmowego w Toronto, a pięć miesięcy później film odbył się 22 lutego 2013 w Wielkiej Brytanii. W Polsce premiera filmu odbyła się 18 października 2013.

## Opis fabuły
Starzejąca się Marion (Vanessa Redgrave) należy do chóru prowadzonego przez Elizabeth (Gemma Arterton). Dyrygentka zgłasza grupę do konkursu muzycznego. Wybiera dość kontrowersyjny repertuar – szlagiery o miłości i seksie. Zgorzkniały mąż Marion, Arthur (Terence Stamp), uważa, że artystyczne ambicje żony nie mają sensu. Z czasem zmienia jednak zdanie, a przy tym swoje podejście do życia.

## Produkcja
Zdjęcia do filmu kręcono w Newcastle upon Tyne, Londynie oraz w hrabstwie Durham w Anglii.

## Obsada
Źródło: Filmweb
- Terence Stamp jako Arthur
- Vanessa Redgrave jako Marion
- Gemma Arterton jako Elizabeth
- Christopher Eccleston jako James
- Barry Martin jako Timothy
- Taru Devani jako Sujatha
- Anne Reid jako Brenda
- Elizabeth Counsell jako Cheryl
- Ram John Holder jako Charlie
- Denise Rubens jako Marge
- Arthur Nightingale jako Terry
- Jumayn Hunter jako Steven
- Orla Hill jako Jennifer
- Bill Thomas jako Bill
- Willie Jonah jako Robert

i inni.

## Nagrody i nominacje
Źródło: Filmweb
| Rok  | Miejsce                         | Nagroda | Kategoria                      | Odbiorcy i nominowani | Wynik     |
| ---- | ------------------------------- | ------- | ------------------------------ | --------------------- | --------- |
| 2012 | British Independent Film Awards | BIFA    | Najlepszy aktor                | Terence Stamp         | Nominacja |
| 2012 | British Independent Film Awards | BIFA    | Najlepsza aktorka drugoplanowa | Vanessa Redgrave      | Nominacja |
| 2012 | British Independent Film Awards | BIFA    | Najlepszy scenariusz           | Paul Andrew Williams  | Nominacja |